# Johannes Dyserinck
Johannes Dyserinck (Haarlem, 12 maart 1835 - Baarn, 26 september 1912) was een Nederlandse letterkundige en doopsgezind predikant.
Johannes was de zoon van architect Jan Hendrik Dijserinck en Nellij Kleiweg. Zijn broer Hendrik Dyserinck (1838-1906) was marineofficier en minister van Marine en zijn jongste broer Cornelis Dyserinck (1845-1904) was wethouder van Financiën in Amsterdam. Hij trouwde met Alida Geertruida Johanna Welmoet Bok en woonde met haar aan de Mollerusstraat in Baarn. Hun dochter, de journaliste Esther Welmoet, was een actief feministe.
Dyserinck kreeg een letterkundige opleiding van P. Epkema, en ging voor zijn kerkelijke opleiding naar het Doopsgezind seminarium in Amsterdam. Na zijn studie theologie in Leiden werd hij in 1861 doopsgezind leraar in Den Helder. Achttien jaar later werd hij benoemd in Vlissingen en in 1884 te Rotterdam. 
Naast godsdienstige opstellen en bijbelvertalingen verschenen van zijn hand kunstkritieken en studies over letterkundigen en schilders. Uit waardering voor zijn werk werd hij geridderd in de orde van de Nederlandse Leeuw, ook werd hij benoemd tot doctor honoris causa in de theologie. Verder was hij lid van diverse wetenschappelijke genootschappen. Zo was hij lid van de Maatschappij van Nederlandse Letterkunde in Leiden, het Provinciaal Utrechts Genootschap, het Utrechts Historisch Genootschap, het Fries Genootschap en het Koninklijk Zeeuwsch Genootschap der Wetenschappen. Joh. Dyserinck was tevens voorzitter van het Haagse letterkundig genootschap 'Oefening kweekt kennis'.
Door zijn initiatieven kwamen er in Vlissingen gedenktekens voor Bellamy en Betje Wolff en Aagje Deken en kwam er een grote tentoonstelling over deze twee schrijfsters in 1895 in Den Haag.
Dysering was tevens amateurschilder van stadsgezichten.
Op 77-jarige leeftijd overleed Dyserinck en werd begraven op de algemene begraafplaats in Baarn.